# RNF115
RNF115 (англ. Ring finger protein 115) – білок, який кодується однойменним геном, розташованим у людей на короткому плечі 1-ї хромосоми.  Довжина поліпептидного ланцюга білка становить 304 амінокислот, а молекулярна маса — 33 703.
| 10         |  | 20         |  | 30         |  | 40         |  | 50         |
| ---------- |  | ---------- |  | ---------- |  | ---------- |  | ---------- |
| MAEASAAGAD |  | SGAAVAAHRF |  | FCHFCKGEVS |  | PKLPEYICPR |  | CESGFIEEVT |
| DDSSFLGGGG |  | SRIDNTTTTH |  | FAELWGHLDH |  | TMFFQDFRPF |  | LSSSPLDQDN |
| RANERGHQTH |  | TDFWGARPPR |  | LPLGRRYRSR |  | GSSRPDRSPA |  | IEGILQHIFA |
| GFFANSAIPG |  | SPHPFSWSGM |  | LHSNPGDYAW |  | GQTGLDAIVT |  | QLLGQLENTG |
| PPPADKEKIT |  | SLPTVTVTQE |  | QVDMGLECPV |  | CKEDYTVEEE |  | VRQLPCNHFF |
| HSSCIVPWLE |  | LHDTCPVCRK |  | SLNGEDSTRQ |  | SQSTEASASN |  | RFSNDSQLHD |
| RWTF       |  |            |  |            |  |            |  |            |

A: Аланін

C: Цистеїн

D: Аспарагінова кислота

E: Глутамінова кислота

F: Фенілаланін

G: Гліцин

H: Гістидин

I: Ізолейцин

K: Лізин

L: Лейцин

M: Метіонін

N: Аспарагін

P: Пролін

Q: Глутамін

R: Аргінін

S: Серин

T: Треонін

V: Валін

W: Триптофан

Кодований геном білок за функцією належить до трансфераз. 
Задіяний у таких біологічних процесах як убіквітинування білків, поліморфізм, ацетиляція. 
Білок має сайт для зв'язування з іонами металів, іоном цинку. 
Локалізований у цитоплазмі.